# Exaltation-de-la-Sainte-Croix (Bailly-le-Franc)

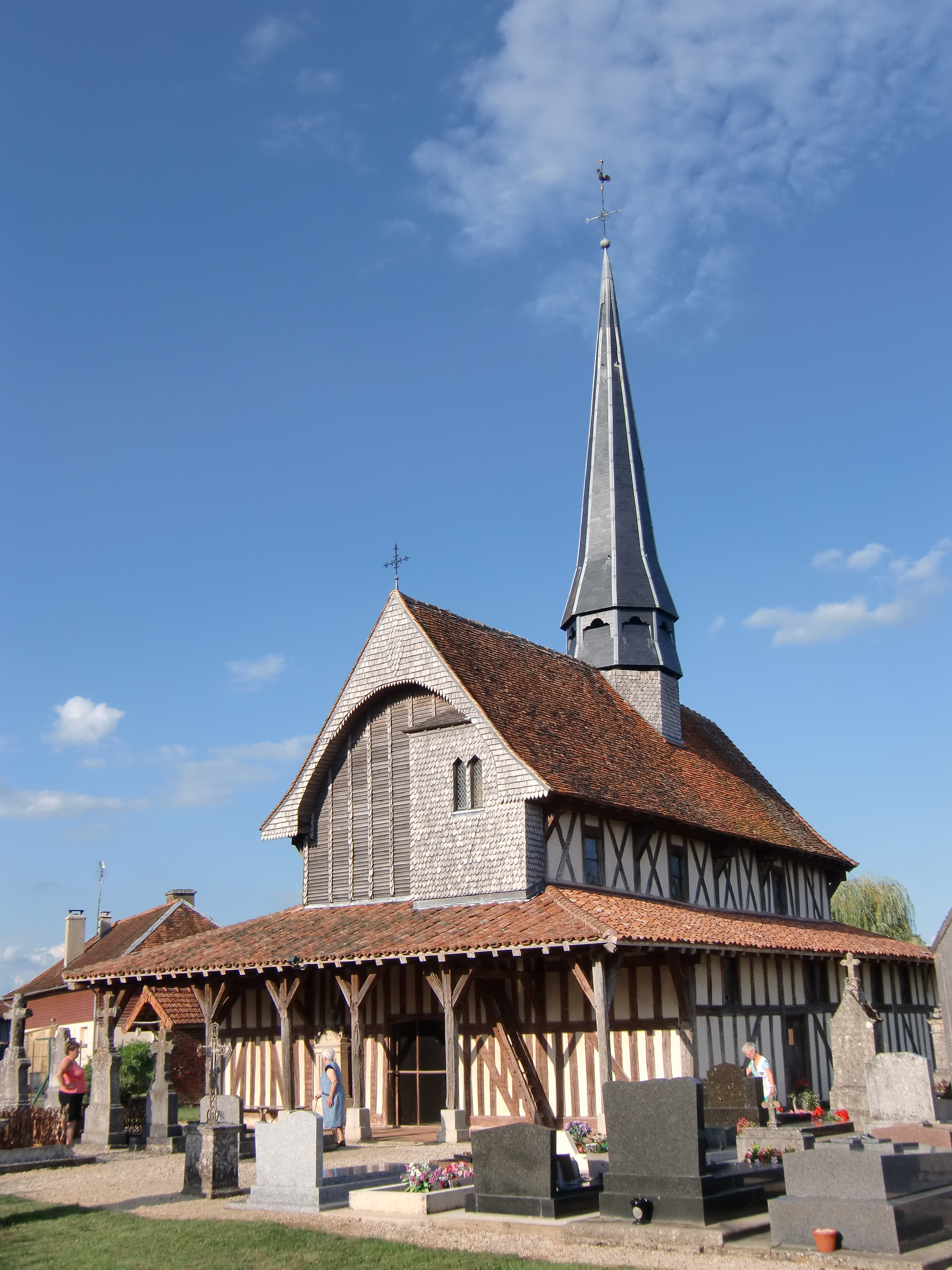
Kirche Exaltation-de-la-Sainte-Croix

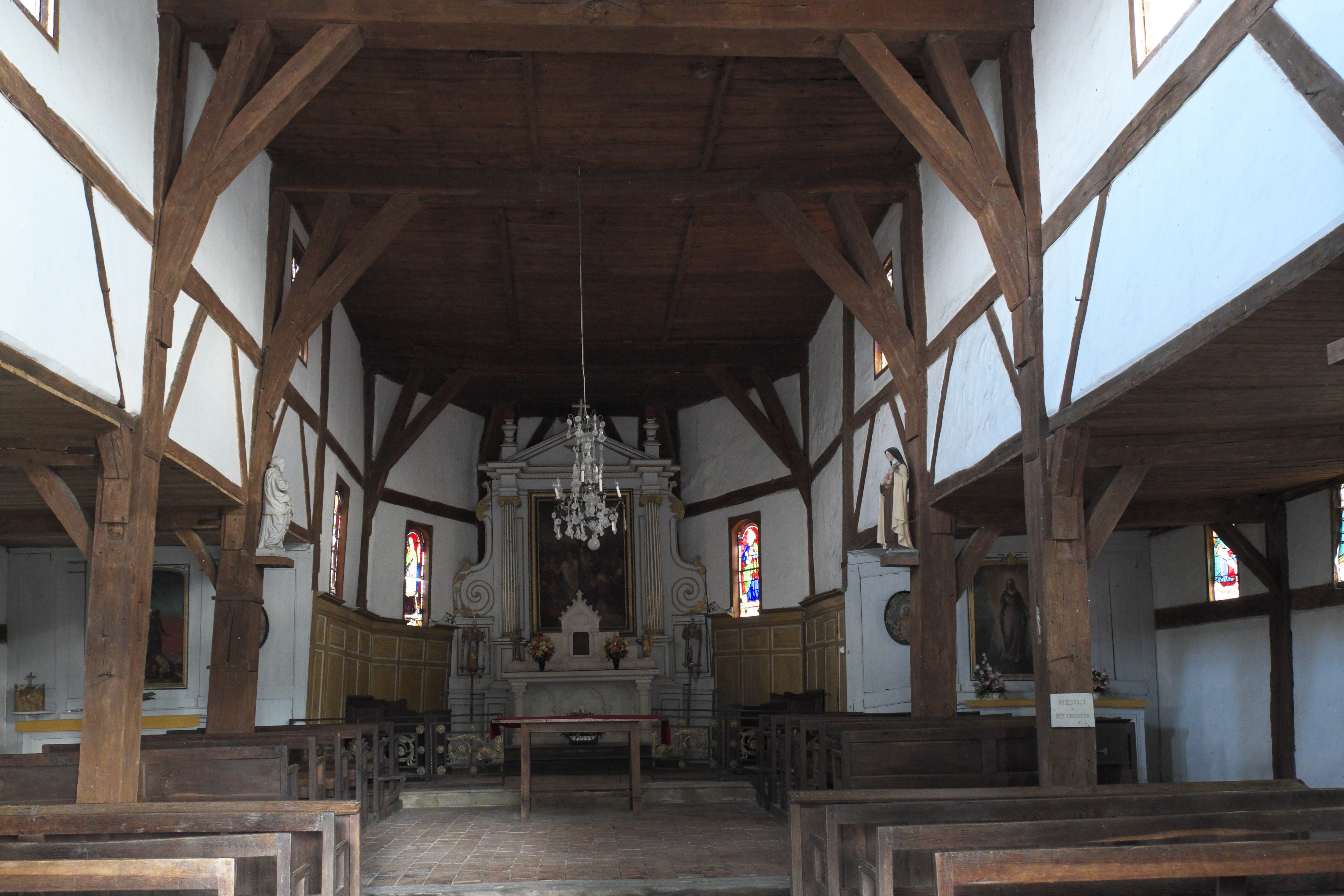
Innenraum

Die römisch-katholische Kirche Exaltation-de-la-Sainte-Croix in Bailly-le-Franc, einer Gemeinde im Département Aube in der französischen Region Grand Est, wurde zu Beginn des 16. Jahrhunderts erbaut. Die Kirche mit dem Patrozinium Kreuzerhöhung weist große Ähnlichkeit mit der wenige Jahre später errichteten Kirche Saint-Jacques-Saint-Philippe in Lentilles auf. Im Jahr 1926 wurde die Kirche, in der ein Bleiglasfenster aus dem 16. Jahrhundert erhalten ist, als Monument historique in die Liste der Baudenkmäler in Frankreich aufgenommen.

## Geschichte
Dendrochronologische Untersuchungen datieren den Bau des Langhauses ab 1509 und den Bau des Chors ab 1510. Der Dachreiter mit seinem schiefergedeckten Spitzhelm wurde im 18. Jahrhundert auf das dritte Langhausjoch aufgesetzt.

## Architektur
An die Westfassade ist eine offene, auf Holzpfosten aufliegende Vorhalle angebaut. Das dreischiffige Langhaus ist in vier Joche gegliedert. Das Mittelschiff mündet in einen fünfseitig geschlossenen Chor. 

## Bleiglasfenster

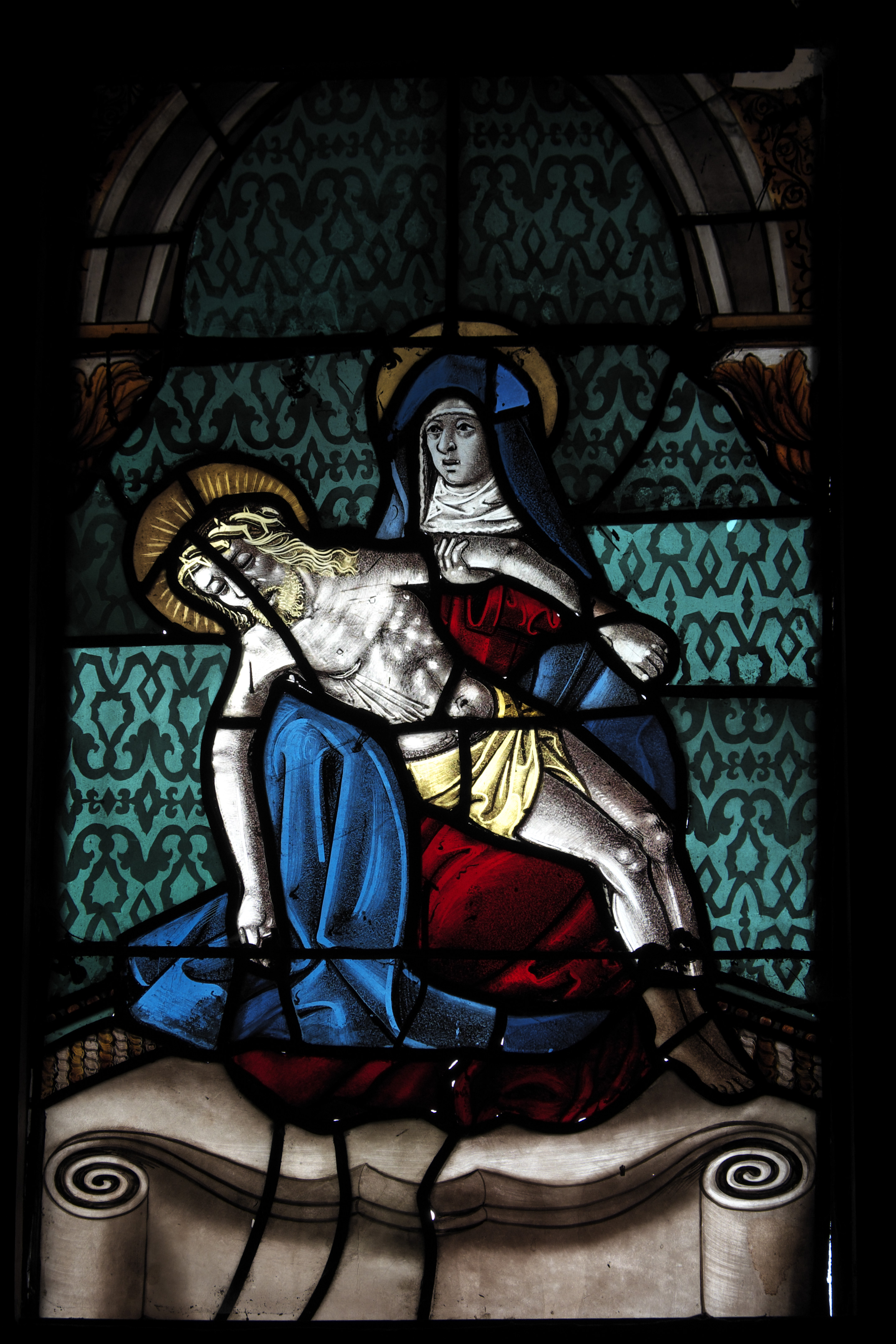
Pietà

Die Kirche ist mit Bleiglasfenstern ausgestattet, auf denen Heilige dargestellt sind und die mit Inschriften mit den Namen der Stifter versehen sind. Die Szene mit der Darstellung der Pietà wird um 1500 datiert. Sie wurde in eine Scheibe aus dem 19. Jahrhundert eingebaut.

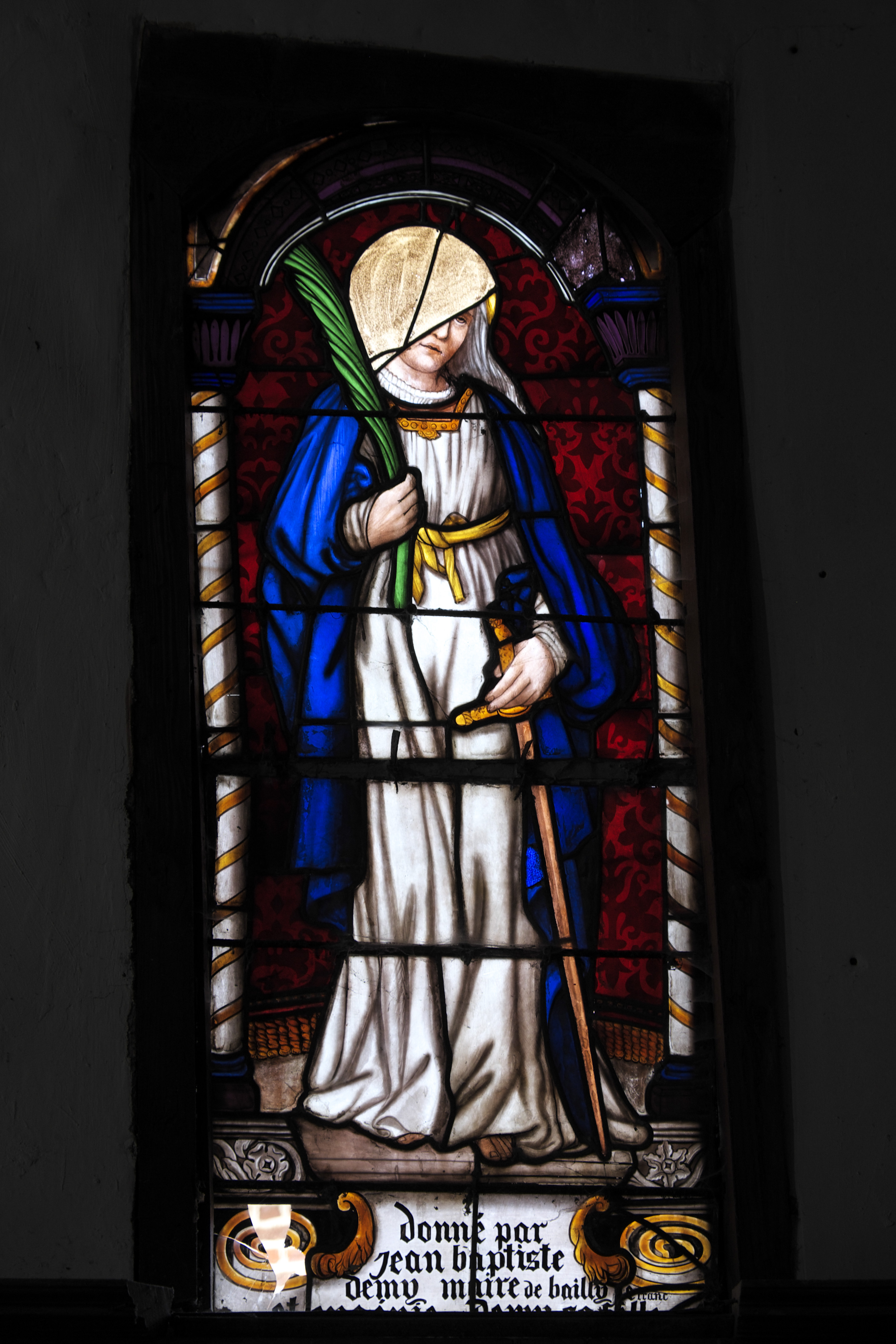
Märtyrerin
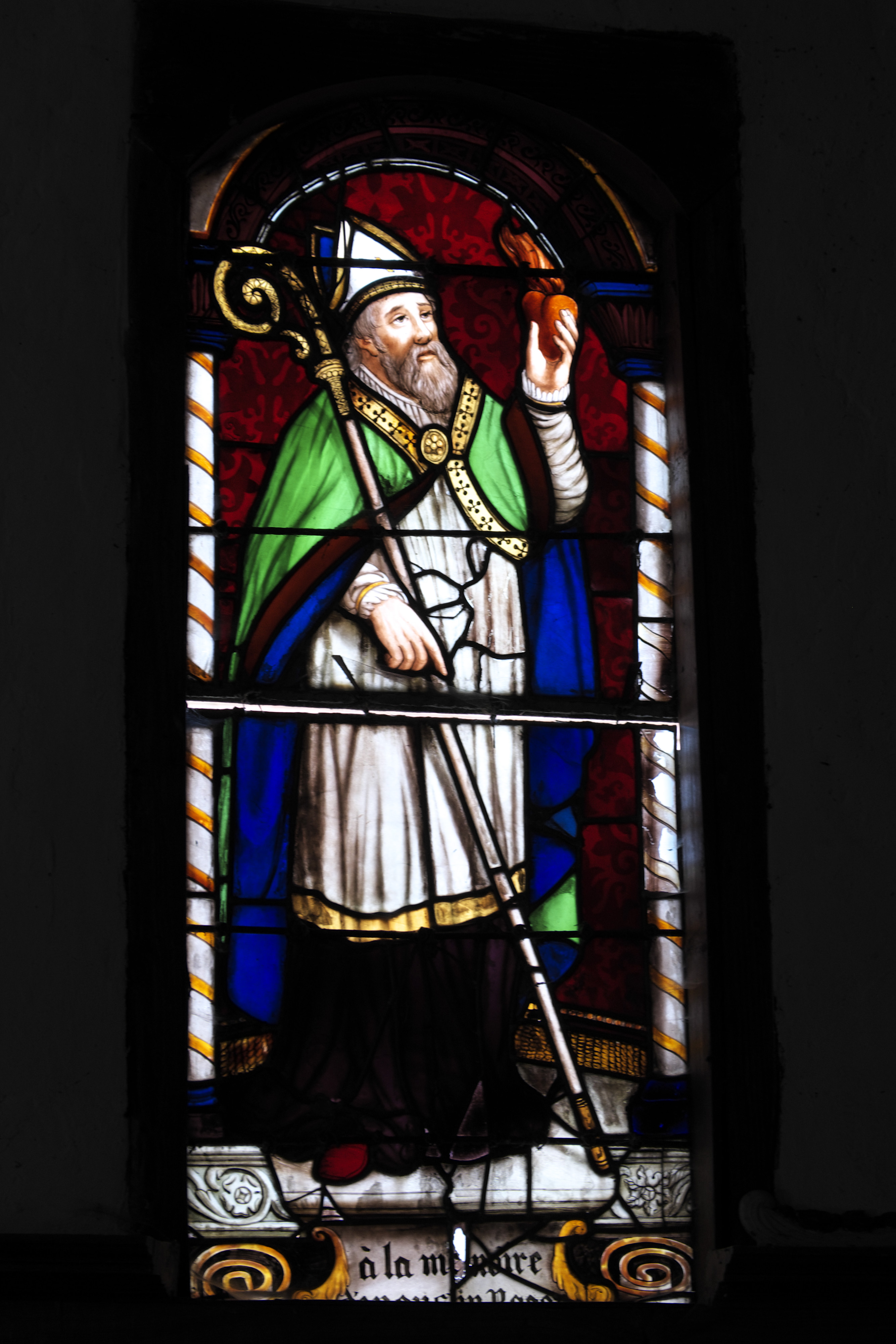
Heiliger Augustinus
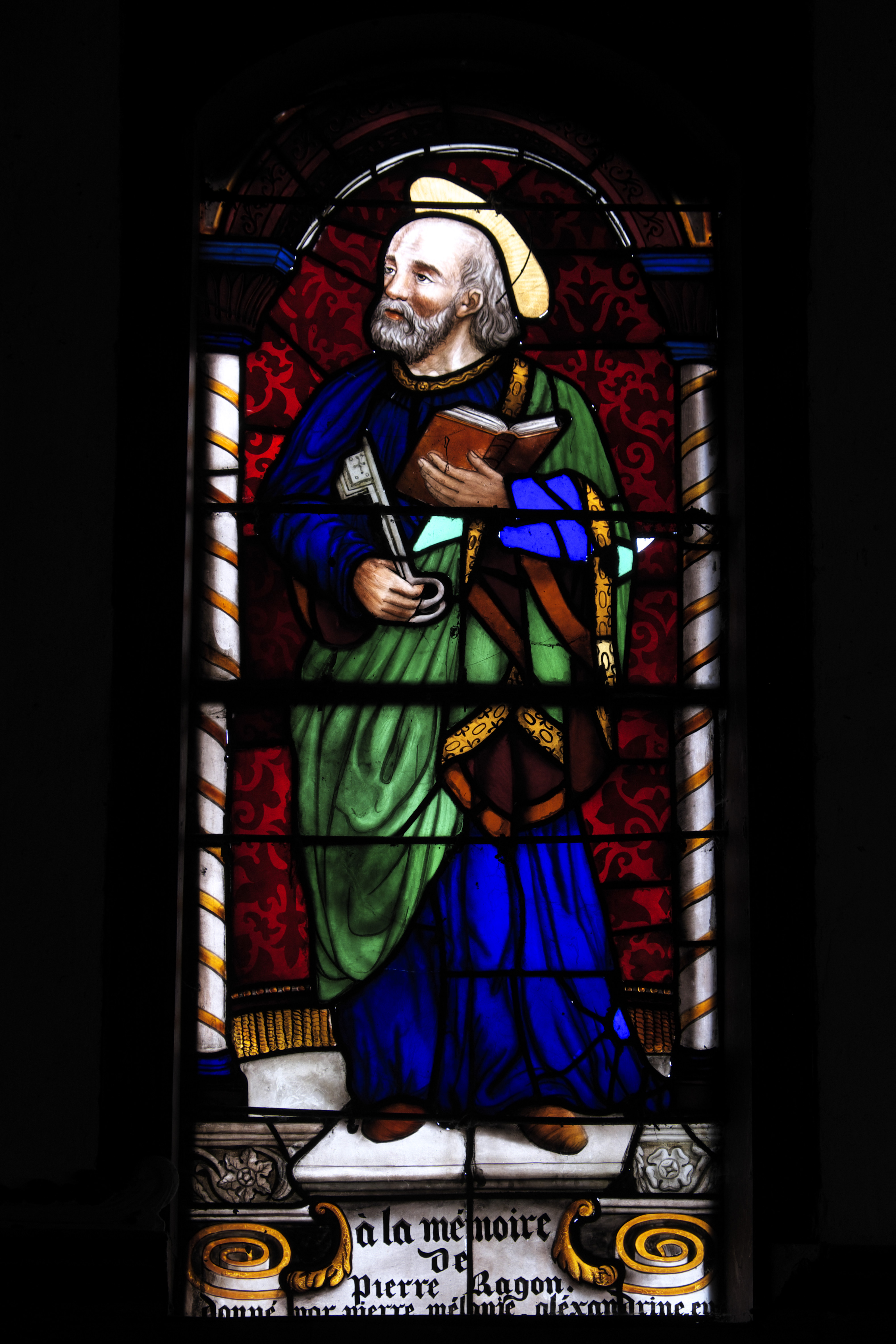
Apostel Petrus

## Ausstattung
- Im 18. Jahrhundert wurde im Chor ein Altar eingebaut. Auf dem Altarblatt ist Kaiser Konstantin der Große dargestellt, der sich vor dem Kreuz verneigt.[4]
- Das große Kruzifix über dem Eingang stammt ebenfalls aus dem 18. Jahrhundert.[5]
- Auf den zwei Prozessionsstangen aus dem 19. Jahrhundert sind die Jungfrau Maria[6] und Jesus, der auf sein Herz zeigt, dargestellt.[7]